# Somos (partido político)
Somos Barrios de Pie es un partido político argentino peronista de identidad feminista, latinoamericana y de izquierda popular. Fue fundado en el año 2018, con Victoria Donda como principal referente. Hoy en dia su coordinador nacional es Daniel Menendez. Durante el gobierno del Frente de Todos (2019-2023), tuvieron representación en la Legislatura Porteña con Laura Velasco.

## Historia
En 2018 se produce una división dentro del Movimiento Libres del Sur en torno a la posibilidad de integrar un frente opositor a Cambiemos junto a la expresidenta Cristina Fernández de Kirchner. Esta postura era respaldada por un grupo de figuras partidarias de la ciudad de Buenos Aires, entre las que se encontraba la diputada Donda, dirigentes de Barrios de Pie y la conducción de la agrupación feminista Mumalá. Por otro lado, el presidente del partido, Humberto Tumini y otros dirigentes como Jorge "Huevo" Ceballos se oponían, prefiriendo un armado con sectores del progresismo y del peronismo no kirchnerista.
El sector que se mostraba a favor del frente denunció que Tumini bloqueaba la discusión y que "manifestó desconfianza política hacia nuestra diputada nacional Victoria Donda". Esto llevó a la ruptura del partido en septiembre de 2018, mientras Tumini y Ceballos permanecieron en Libres del Sur, Donda y sus aliados conformaron el partido Somos.
La primera presentación pública del espacio político se realizó el 31 de octubre de 2018 en la Universidad Metropolitana para la Educación y el Trabajo (UMET). Allí participaron 500 delegados de la Ciudad de Buenos Aires y de la Provincia de Buenos Aires, quienes resolvieron el nombre de la agrupación a través del voto directo. Según se anunció en el evento, el espacio ideológicamente sostendría "las banderas del feminismo, la ampliación de derechos sociales, la lucha contra la pobreza, la soberanía nacional, la unidad latinoamericana, la ecología y el buen vivir, y las tradiciones nacionales y populares de nuestra historia".
En junio de 2019 se anuncia que Somos integrará el Frente de Todos en la ciudad de Buenos Aires. En las elecciones de ese año, Donda ocupa el cuarto lugar en la lista de candidatos a Diputado Nacional.

## Resultados electorales

#### Cámara de Diputados
| Año  | Votos      | %     | Bancas ganadas | Total de bancas | Posición    | Presidencia                    | Nota |
| ---- | ---------- | ----- | -------------- | --------------- | ----------- | ------------------------------ | ---- |
| 2019 | 11 359 508 | 45.50 | 1/120          | 1/257           | Oficialismo | Sergio Massa (Frente de Todos) |      |

#### Senado
| Año  | Votos | % | Bancas ganadas | Total de bancas | Posición    | Presidencia                                      | Nota |
| ---- | ----- | - | -------------- | --------------- | ----------- | ------------------------------------------------ | ---- |
| 2019 |       |   | 0/41           | 0/72            | Oficialismo | Cristina Fernández de Kirchner (Frente de Todos) |      |

#### Legislatura Porteña
| Año  | Votos | % | Bancas ganadas | Total de bancas | Posición  | Presidencia                       | Nota |
| ---- | ----- | - | -------------- | --------------- | --------- | --------------------------------- | ---- |
| 2019 |       |   | 1/17           | 1/60            | Oposición | Diego Santilli (PRO—Vamos Juntos) |      |